# Роман Углички
Роман Владимирович (ум. 3. фебруара 1285) - апанажни кнез углички од 1261. до 1285. године.
Најмлађи син кнеза угличког Владимира Константиновича († 1249) и његове жене принцезе Евдокије Ингваревне († 1278), ћерке кнеза Ингвара Игоревича Рјазанског. Имао је брата углитског кнеза Андреја Владимировича (1249-1261) .

## Биографија
У летописима се помиње само поводом његове погибије: Тројичка хроника каже да је умро 1283. године; у првим Софијским и Васкрсним летописима, година његове смрти приказана је као 1285. Неке податке о томе црпимо из „Историје града Углича“, која је очигледно заснована на неким локалним хроникама.
Под њим је, према једној од локалних хроника, „угличка кнежевина, према броју од седам градова, звала Семиград“. То су били следећи градови: Кашин, Бежечки врх, Железни Устјуг, Дмитров, Звенигород, Романов) и Углич, као престоница. Поред тога, насеља су му била подређена: „Борисоглебскаја, од које је Романов добио почетак; Рибнаја Слобода, или Рибинскаја, Молочнаја... Ова насеља са великим баштама, као и многа друга села, држао је Углич у свом поседу. На основу угличких хроника, „Историја Углича“ сматра кнеза Романа Владимировича оснивачем града Романова, али Еземпљарски сина Јарославског кнеза Василија Грозног, такође Романа, назива оснивачем овог града.

## Храм Преображења у Угличу
Према речима аутора „Историје града Углича“ Ф.Кисела, Роман је био прави отац својих поданика: градио је болнице и домове у Угличу и манастирима, а болнице су одржаване о његовом трошку. а домови за свратиште о трошку манастира. Подигао је и 15 цркава у Угличу и другим градовима и селима. Аутор „Историје Углича“ приказује кнеза Романа Владимировича не само као мудрог владара који је волео да разговара са паметним и искусним људима, већ као подвижника пуног религиозних осећања, чије су ватрене молитве спасле Углич од најезде Монгола и Татара. Глас о кротком, мудром и милостивом кнезу привлачио је у Углич људе чак и из других кнежевина, услед чега се град ширио и улепшао.
Кнез Роман је био ожењен Александром, женом непознатог порекла, која је умрла пре њега; нису имали потомства. Према сведочењу хроничара које наводи Кисел, кнез Роман је, унапред сазнајући о својој смрти, позвао у палату бојаре и свештенство и завештао им да живе у миру, љубави и слози. Углич је након његове смрти прешао у руке његових рођака, принчева из Ростова. Ако је веровати „Историји града Углича“, онда је кнез Роман умро 3. фебруара 1285. године, у доби од 60 година; У међувремену, Лаврентијева хроника верује да се његов отац, кнез Владимир Константинович, оженио 1232. године, а Андреј је био старији од Романа; дакле, Роман није могао имати 60 година, већ знатно мање. Тело кнеза Романа је положено у Угличкој цркви Преображења Господњег.